# サテライト・オフィス
サテライト・オフィス（英：satellite office）とは、企業本社や、官公庁・団体の本庁舎・本部から離れた所に設置されたオフィスのこと。
本拠を中心としてみた時に、惑星を周回する衛星（サテライト）のように存在するオフィスとの意から命名された。主に2つの意味がある。
- 勤務者がテレワークをできるよう通信設備を整えたオフィス
- 郊外に立地する企業や学校などの団体が、都心に設置した小規模のオフィス
- 地域課題解決や人材採用のためまた、社会貢献や働き方改革のシンボルとしての意味を持った地方拠点

## 遠隔勤務のできるオフィス
通勤による混雑が激しい都心部を避けて、自社の本拠で行う業務と同等の仕事をできるように情報・通信設備を整え、かつ勤務者の自宅により近い、または混雑が少ない経路で通勤できる場所に立地したオフィスのことである。
日本では、1988年に埼玉県志木市の東武東上線柳瀬川駅前ビル内に開設された「志木サテライトオフィス」が本格的なサテライトオフィスの始まりとされている。これは大手企業数社（富士ゼロックス（現：富士フイルムビジネスイノベーション）、内田洋行、NTTグループ、鹿島建設、リクルート）が共同で設置したサテライトオフィスで、実験オフィスとして位置づけられたが、「新しい働き方の到来」ということで、テレビや新聞、雑誌はじめ数多くのメディアに取り上げられた（それ以前にもNECが自社内で実験的なサテライトオフィスを立ち上げた事があったが、世間的に知れ渡るようになったのは「志木サテライトオフィス」を嚆矢とする）。ちなみにこの時、富士ゼロックスの現場責任者を務めたのが、後に政治家に転ずる河野太郎である。
志木サテライトオフィスの実験が終了した1991年以降は、数社に及ぶ企業がサテライトオフィスを自社で設置するなどして、実験オフィスの展開を行ったが、バブル崩壊と期を一にして、サテライトオフィスの設置も下火となる。志木サテライトオフィスは、現在も民間企業によってレンタルスペースとして運営されているが、企業がサテライトオフィスとして用いるというよりも、地元の起業家にとってのスタートアップオフィス（インキュベーションオフィス）として利用されている。
「サテライトオフィス」という用語は、現在でも本来の席から離れて仕事をしているような時に、「サテライトオフィスで仕事をしている」といったように使われる。その意味では「遠隔勤務」という意味合いで定着した言葉となったとも言える。
インターネットなどの情報・通信設備を使った、サテライトオフィスや自宅での勤務をテレワークと呼ぶ。志木サテライトオフィスの実験に参加した大手企業等が中心となって設立された社団法人日本サテライトオフィス協会は、その後、社団法人日本テレワーク協会に名称を変更して現在に至っている。
東急電鉄の「ニューワーク」（NewWork）のように、複数の企業にサテライトオフィスを共同利用してもらうビジネスも登場している。

## 都心部に設置したオフィス
郊外に立地した企業や学校が、都心に設置するオフィスもサテライトオフィスと呼ぶことがある。他、サテライトスペース、サテライトや単に営業所や事務所と呼ぶことがある。

### 目的
都心は一般に人、資金、情報、他企業の本社、行政機関が集中するが、郊外にある団体は集中するこれらのものにアクセスすることが往々にして困難である。そこで企業の場合は、販売促進のための営業部門をサテライトオフィスに配置し、地方の行政機関では政府への陳情や広報活動のために人員を配置する。加えて学校では夜間社会人のための講義をするために設置されることが多い。

### 支援制度
日本では主要な都市圏には属さない県や市が、主要な都市圏に地元の企業が入居するためのサテライトオフィスの区画を用意し、斡旋する支援事業を行っている場合がある。